# Lacus Spei

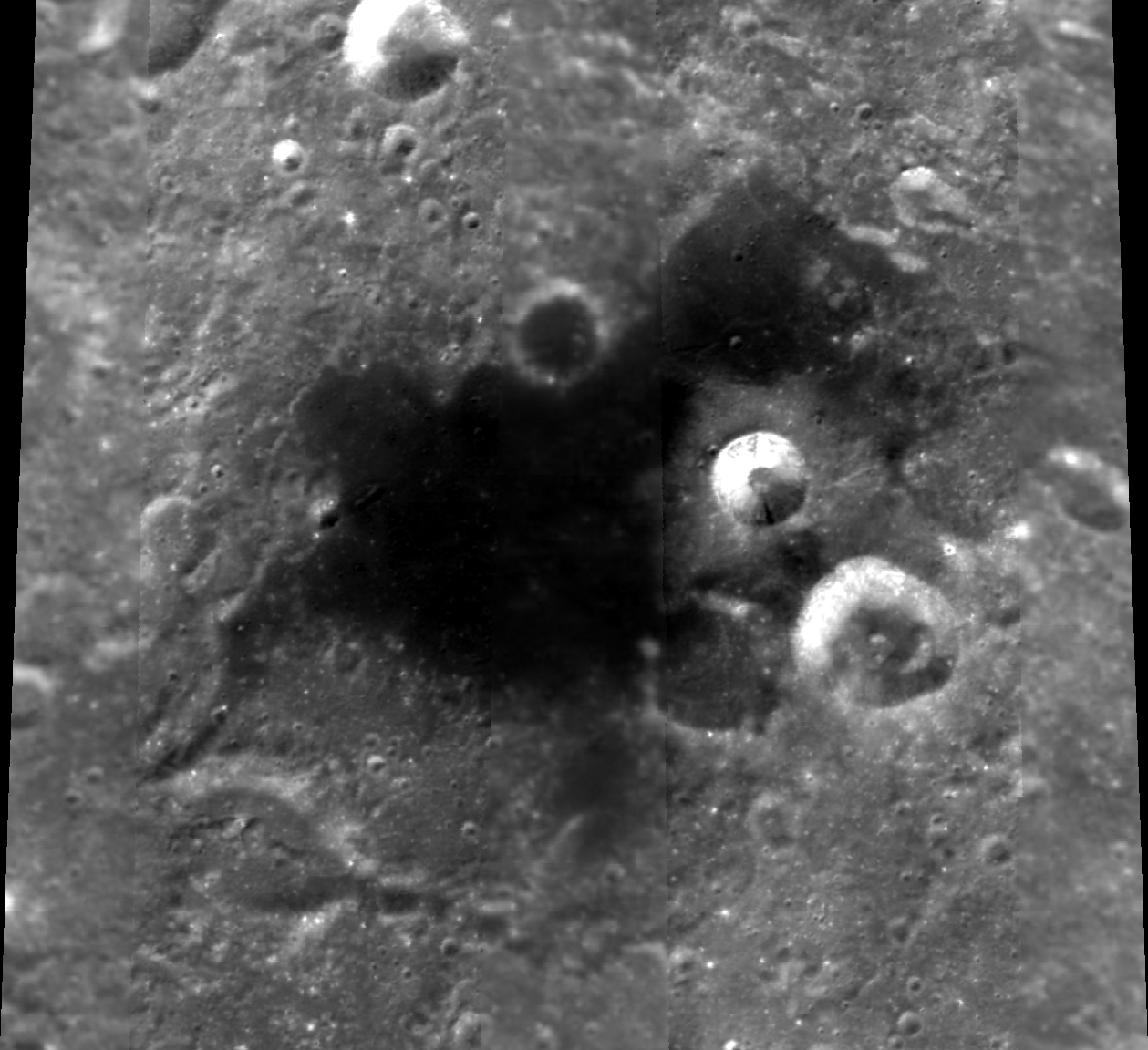
Lacus Spei

Lacus Spei (łac. Jezioro Nadziei) – to małe morze księżycowe położone w północno-wschodniej części widocznej strony Księżyca. Jego współrzędne selenograficzne to 43,0° N, 65,0° E, a średnica wynosi 80 km. Nazwa została zatwierdzona przez Międzynarodową Unię Astronomiczną w roku 1976.